# Barkston
Barkston – wieś w Anglii, w hrabstwie Lincolnshire. Leży 31 km na południe od Lincoln i 165 km na północ od Londynu.